# Henri-Hamilton Barrême
Pour les articles homonymes, voir Barrême (homonymie).
Henri-Hamilton Barrême est un sculpteur français né aux Bermudes en 1795 et mort à Pornic le 18 juillet 1866.

## Biographie

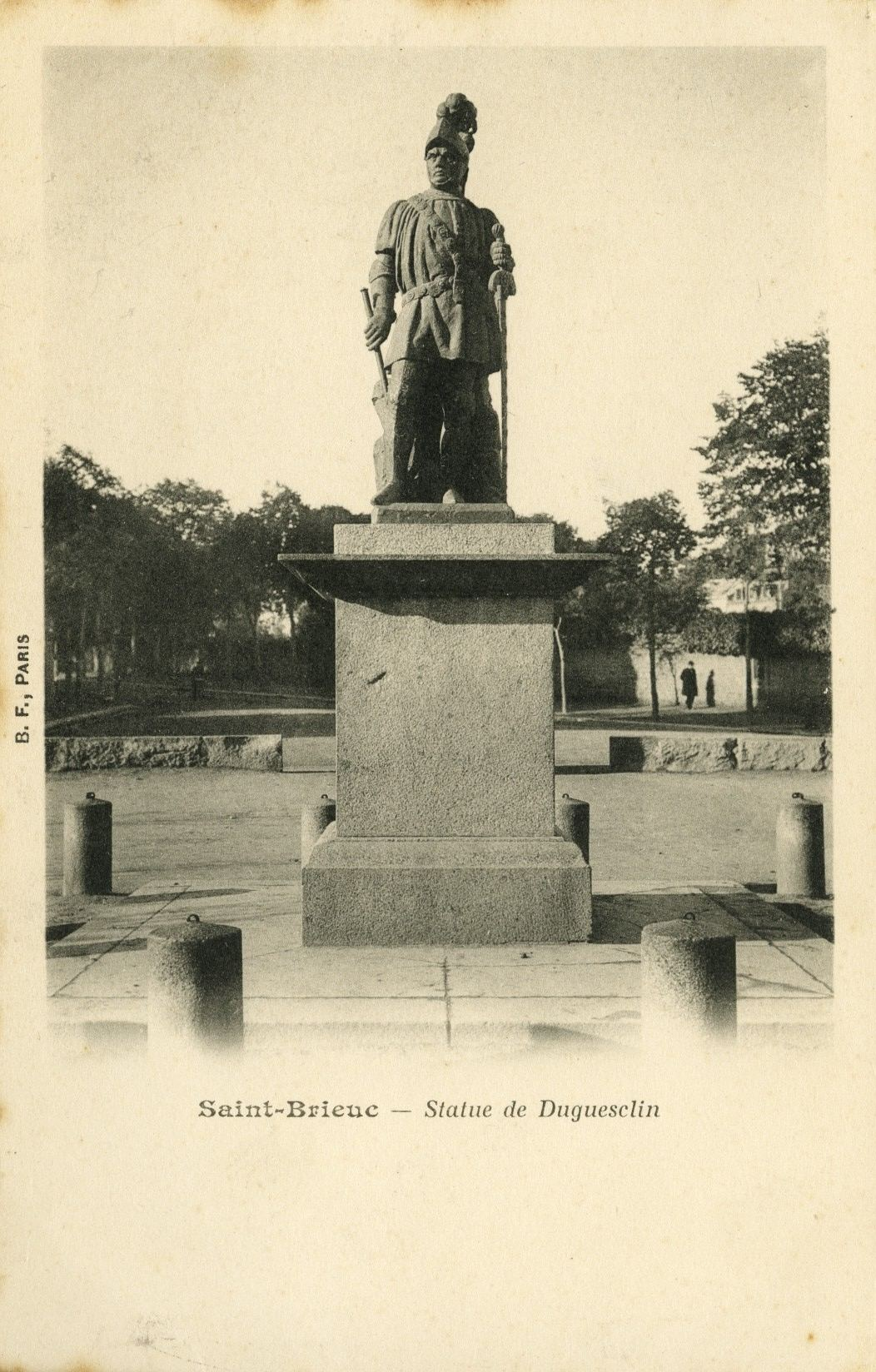
Monument à Du Guesclin (1823), Saint-Brieuc.

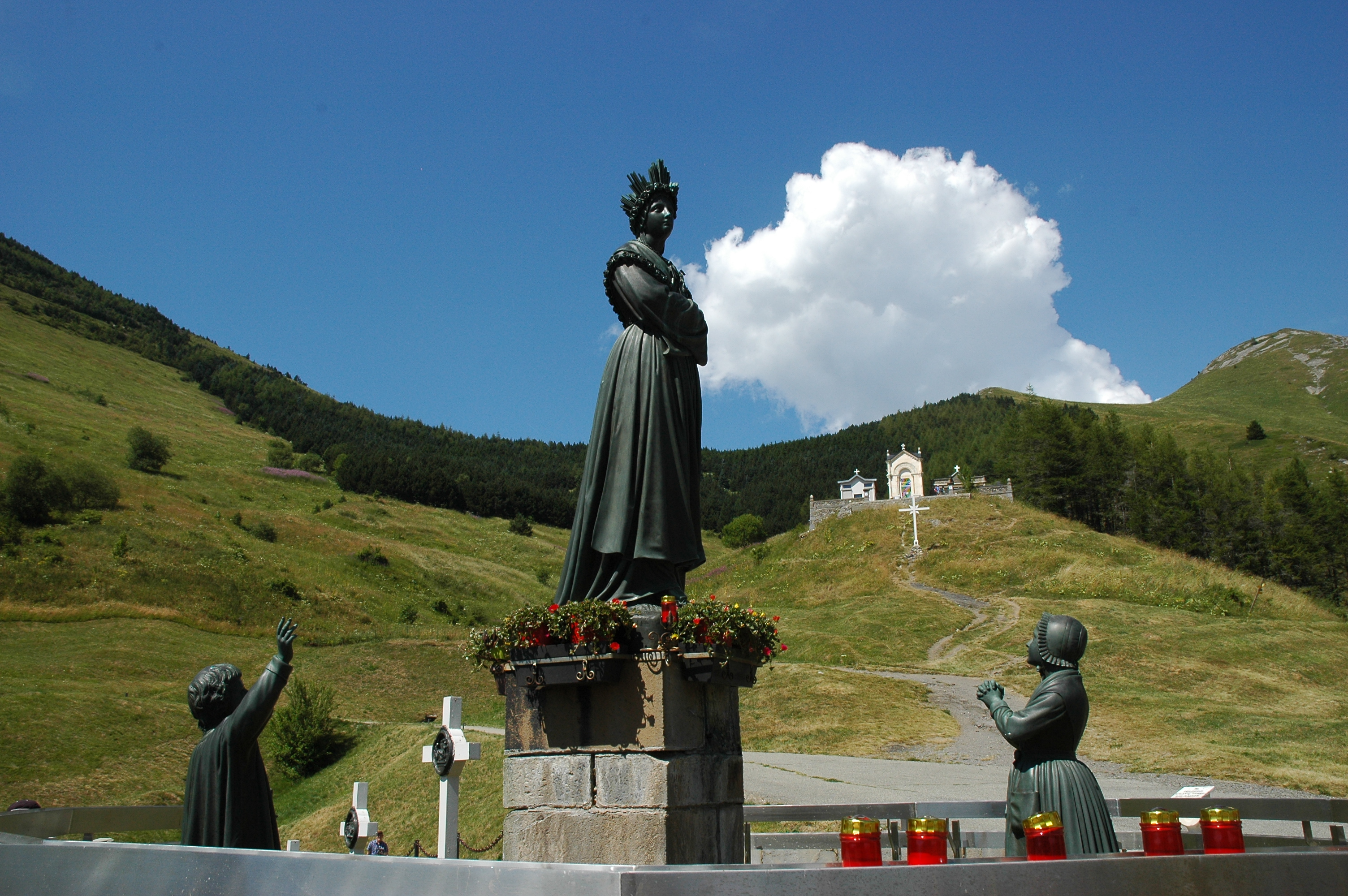
Apparition de la Salette (1851), La Salette-Fallavaux, sanctuaire marial de La Salette.

Henri-Hamilton Barrême est né en 1795 aux Bermudes. Son père est originaire du département des Basses-Alpes et sa mère de Louisiane.
En 1808, il entre dans l'atelier de Jean Baptiste Joseph De Bay père en 1808 à Nantes et y étudie la sculpture jusqu'en 1815, en compagnie de Louis Grootaërs qui l'a beaucoup aidé.
En 1816, il s'installe à Ancenis où il séjourne 31 ans et occupe la fonction de professeur de dessin dans le collège de la ville pendant 20 ans.
En 1823, il réalise le Monument à Du Guesclin, inauguré le 20 juillet 1823 à Saint-Brieuc, après une commande de la ville en 1822 et l'approbation du projet par un comité duquel Quatremère de Quincy était membre,.
En 1847, Barrême quitte Ancenis pour s'établir à Angers, sur la prière de l'abbé Choyer qui lui proposait une association qui lui paraissait avantageuse ; Barrême espérait trouver ainsi des élèves à former. Il trouve seulement un élève qui semble suivre son enseignement en la personne d'Henri Bouriché. Barrême rompt l'association au bout de deux ans avec Choyer, préférant la solitude aux ateliers agités.
En 1851, Bouriché part pour Paris et la ville de Lyon fait appel aux sculpteurs de toute la France pour réaliser la Vierge couronnant Notre-Dame de Fourvière. Barrême fait un envoi et obtient la troisième place, derrière Jean-Marie Bonnassieux et Joseph-Hugues Fabisch, lequel remporte la commande. Quoique n'ayant pas obtenu la commande de Notre-Dame de Fourvière, il obtient la commande d'une autre Vierge, celle de La Salette, dont il réalise le premier groupe à la chapelle de la Salette de Nantes. Le groupe, intitulé L'Apparition de la Salette a été fréquemment réédité, notamment à Toulouse, Marseille, Nîmes, Toulon, Agde, Morlaix, Caen, Tournay (Belgique) et Saint-Leu (Île de la Réunion) Grand'Combe-des-Bois, et La Salette-Fallavaux, le site de pèlerinage,,.
Entre 1850 et 1860, il réalise environ 150 statues. En 1861, fatigué par ces années de labeur, il fait appel à Henri Bouriché pour lui succéder à la tête de son atelier à Angers. Ce dernier accepte et Barrême prend sa retraite.
Henri-Hamilton Barrême meurt le 18 juillet 1866 à Pornic,,.